# Agrionopsis modesta
Agrionopsis modesta es una especie de mantis de la familia Mantidae.

## Distribución geográfica
Se encuentra en Kenia Congo, Tanzania y Uganda.